# Portugalska košarkaška reprezentacija
Portugalska košarkaška reprezentacija predstavlja državu Portugal u športu košarci.
Krovna organizacija: FPB
Glavni trener: 

## Nastupi na EP
Jednom, 1951.
Drugo sudjelovanje će im biti 2007., nakon što su u svojoj izlučnoj skupini pobijedili Izrael, BiH i Makedoniju.